# حديقة حيوانات كليفلاند
كليفلاند ميتروبارك (بالإنجليزية: Cleveland Metroparks Zoo)‏ هي حديقة حيوانات تقع في مدينة كليفلاند بولاية أوهايو في الولايات المتحدة تبلغ مساحتها 66.8 هكتار، وتنقسم إلى مناطق مختلفة: الغابات المطيرة، السافانا الأفريقية، شمال تريك، كما تملك هذه الحديقة أكبر مجموعة من القرود في أمريكا الشمالية. كما تضم هذه الحديقة أكثر من 3000 حيوانا بينها(أكثر من 80 نوعا).